# باجاتور
باجاتور (به انگلیسی: Bajathuru) یک روستا در هند است که در داکشینا کانادا واقع شده‌است. باجاتور ۵٬۴۰۹ نفر جمعیت دارد.